# Piratenpartei Bayern
Die Piratenpartei Bayern ist der Landesverband der Piratenpartei Deutschland in Bayern. Sie ist der zweitgrößte Landesverband nach Nordrhein-Westfalen. Mit der Affäre um den sogenannten „Bayerntrojaner“ erweckte die Piratenpartei Bayern seit 2008 mehrfach überregionales Medieninteresse.

## Programmatik (Schwerpunkte)
Die Piratenpartei in Bayern hat im Wesentlichen die Positionen der Bundespartei übernommen und diese um regionale Aspekte aktualisiert und erweitert.
Dieser Regionalbezug beinhaltet u. a. Positionen zu:
- Freiheit und Bürgerrechte (Dokumentationspflicht für Überwachungssysteme, Verbot von Staatstrojanern)
- Digitale Gesellschaft (Breitbandausbau in Bayern, Freie Software)
- Freier Zugang zu Bildung bzw. Teilhabe
- Landwirtschaft und Tierschutz (Neubewertung von Subventionen, Nachhaltiger und regionaler Konsum, Vermeidung von Tierversuchen)

## Geschichte

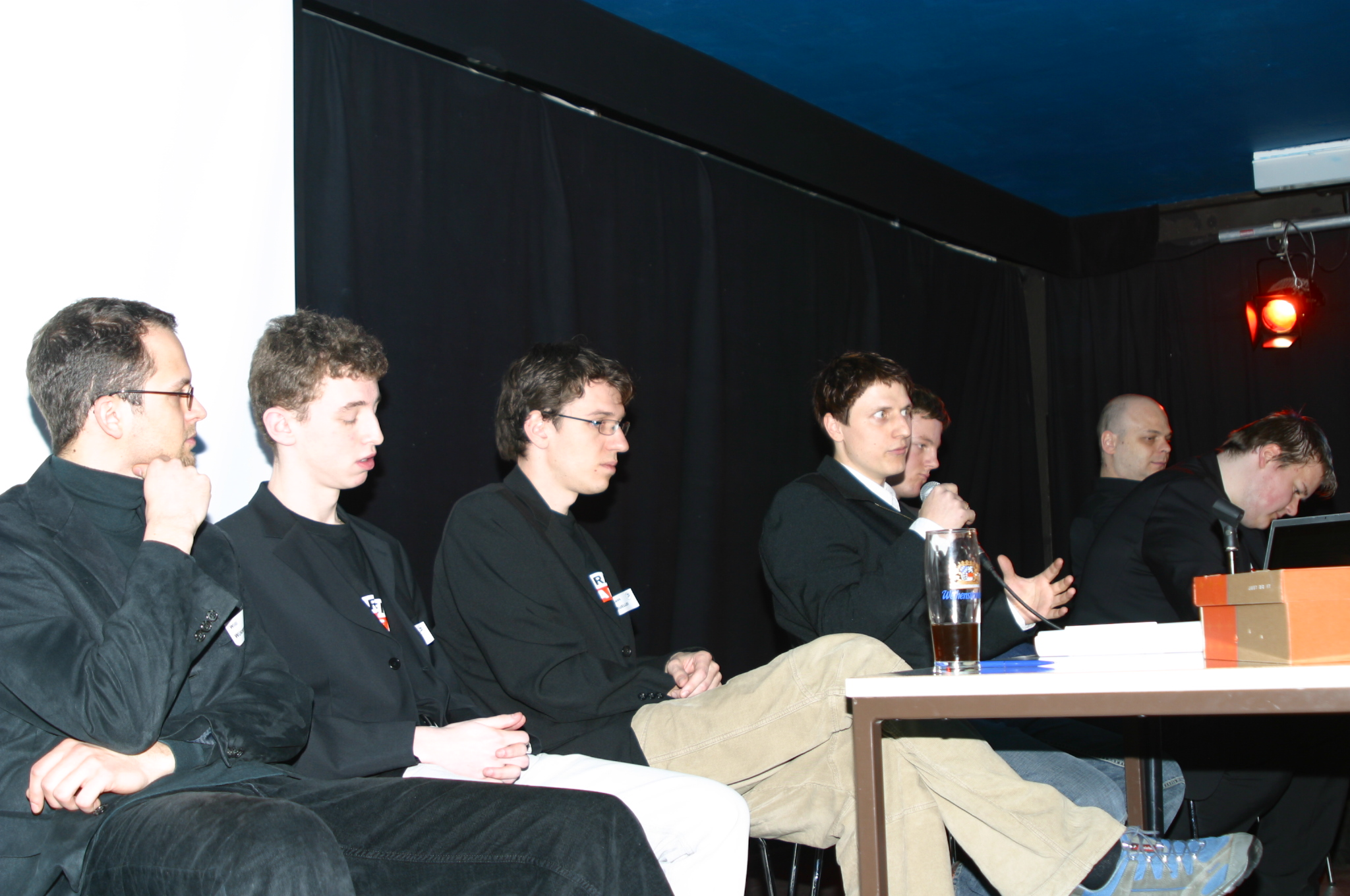
Gründungsversammlung im Januar 2007

Der Landesverband wurde am 6. Januar 2007 im Eine-Welt-Haus gegründet. Bis dahin wurde die Landesgruppe von Daniel Albert geführt, der im Rahmen der Gründungsversammlung zum ersten Vorsitzenden gewählt wurde.

### Untergliederung
Im Landesverband Bayern existieren entsprechend den Regierungsbezirken des Bundeslandes sieben Bezirksverbände. Diese waren bereits vor der Bundestagswahl 2009 vollzählig gegründet. Damit war der Landesverband der erste der Partei in einem in Regierungsbezirke gegliederten Bundesland, der in jedem Regierungsbezirk über eine entsprechende Untergliederung verfügte.
| Regierungsbezirk | Gründung         |
| ---------------- | ---------------- |
| Oberbayern       | 26. April 2008   |
| Unterfranken     | 28. Juni 2009    |
| Mittelfranken    | 12. Juli 2009    |
| Oberpfalz        | 6. August 2009   |
| Schwaben         | 16. August 2009  |
| Oberfranken      | 23. August 2009  |
| Niederbayern     | 8. November 2009 |

### Landtagswahlen
Die Piratenpartei Bayern wollte erstmals bei der Landtagswahl in Bayern 2008 antreten, erhielt aber nicht die notwendige Anzahl von 8.000 Unterstützerunterschriften.
Bei der Landtagswahl in Bayern 2013 erreichte der Landesverband mit 2,0 % der Wählerstimmen nicht die erforderliche Fünf-Prozent-Hürde, um in den Landtag einziehen zu können. Das Ergebnis lag weit unter den Erwartungen nach den Umfragewerten. Noch im August 2012 hatte der Landesverband rund 6.400 Mitglieder und im September des Jahres dann 7.000. 2018 verlor die Partei drei Viertel ihrer Wähler und landete bei nur noch 0,4 % der Stimmen, womit sie auch den Anspruch auf staatliche Finanzierung verlor.
Zur Landtagswahl in Bayern 2023 wurde die Partei vom Landeswahlausschuss nicht zugelassen.

### Mandate
Die Piratenpartei Bayern verfügte zeitweise über mehrere Sitze in regionalen Parlamenten und Gremien.
- 2013 errang die Partei zwei Sitze im Bezirkstag Oberbayern. Einer der Bezirksräte trat 2015 zur FDP über. Ebenso erreichte sie einen Sitz im Bezirkstag Mittelfranken. Der für die Piraten 2013 gewählte Bezirksrat in Schwaben trat 2017 zur Linkspartei über.[10] Bei der Bezirkswahl 2018 gingen alle diese Mandate verloren.
- Bei den Kommunalwahlen in Bayern 2014 erreichten die Piraten neun Sitze in verschiedenen Stadt- oder Gemeinderäten.[11] Von diesen Mandatsträgern gehörten Anfang 2019 nur noch drei der Piratenpartei an;[12] unter anderem war in München ein Stadtrat zur FDP gewechselt[13] sowie in Nürnberg ein Stadtrat zur CSU.[14]

Bei der Kommunalwahl in Nürnberg 2020 trat die Piratenpartei zusammen mit der Partei Die PARTEI in einem Wahlbündnis an, das ein Mandat erzielte. In München konnte die Piratenpartei nicht mehr antreten, weil sie anstatt der erforderlichen 1000 Unterstützer-Unterschriften lediglich 73 beibringen konnte. Ansonsten kandidierte die Partei auf der Ebene der Kreistage und kreisfreien Städte nur noch in Hof, wo sie mit 2,4 % der Stimmen ein Mandat errang. In einzelnen Gemeinden wie Gunzenhausen (gemeinsam mit der Linken), Gauting (gemeinsame Liste mit „Menschen für Gauting“) und Erding (auf Liste der Grünen) wurden ebenfalls Mandate erreicht: in Gunzenhausen mit 4,3 % ein Mandat, in Gauting mit 9,24 % drei Mandate, von denen zwei von Piraten, eines von einem Mitglied der Wählerinitiative „Menschen für Gauting“ besetzt werden. In Erding wurde auf der Liste der Grünen ein Mandat errungen.

### Bayerntrojaner-Affäre

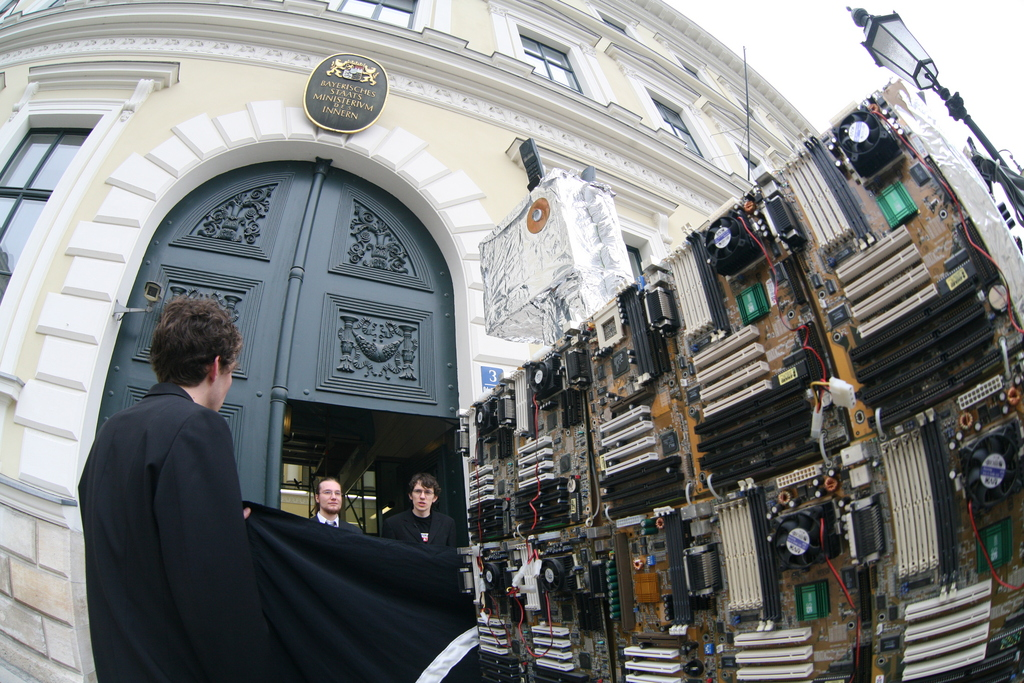
Protestaktion „Trojaner für Beckstein“ der PIRATEN Bayern,
Bayer. Staatsministerium des Innern, März 2007

Im Januar 2008 veröffentlichte der Landesverband ein Dokument, das nach unbestätigten Angaben aus dem bayerischen Justizministerium stammen soll. Das Schreiben gab die Preise für eine Spionagesoftware, deren Einsatz ein privater Dienstleister anbot, bekannt und wies auf Unklarheiten bei der Kostenübernahme hin. Parallel erklärte auch Rechtsanwalt Udo Vetter in einem Interview mit der Frankfurter Rundschau, dass die bayerischen Behörden „ohne jede gesetzliche Grundlage an einem Trojaner gearbeitet“ hätten. Das Ministerium nahm zu der Affäre um den sogenannten Bayerntrojaner keine Stellung, doch kam es im September 2008 beim Pressesprecher der Piratenpartei zu einer Hausdurchsuchung. Er wurde verdächtigt, nach der Zuspielung geheimer Dokumente durch einen Informanten „mit der Veröffentlichung des vertraulichen Schreibens das Dienstgeheimnis verletzt und die Arbeit der Ermittlungsbehörden behindert“ zu haben.
2011 zeigte der Landesverband zusammen mit dem Regionalverband Südbayern der Humanistischen Union den bayerischen Innenminister Joachim Herrmann, den Präsidenten des Landeskriminalamts Peter Dathe sowie weitere am Einsatz staatlicher Spähsoftware beteiligte Personen wegen damit einhergehender Verletzungen datenschutzrechtlicher Vorschriften und unter anderem wegen Computersabotage an. Der Landesverband stützte sich dabei auf die Einschätzung des Chaos Computer Clubs (CCC), dass die eingesetzte Software der hessischen Firma DigiTask mehr könne als sie dürfe und auf Computern gravierende Sicherheitslücken hinterlasse. Herrmann verteidigte den Einsatz und wies die Vorwürfe zurück mit der Begründung, dass die Software laut Aussage von „Fachleuten vom Landeskriminalamt“ nur das ausführen könne, was richterlich angeordnet sei. Der Landesvorsitzende Stefan Körner forderte Herrmann im Oktober 2011 wegen des Einsatzes des Trojaners in Form eines offenen Briefes zum Rücktritt und den Landtag zur vollständigen Aufklärung des Vorfalls auf. Die Staatsanwaltschaft beim Landgericht München I lehnte die Einleitung eines Ermittlungsverfahrens und den damit verbundenen Antrag auf Aufhebung der parlamentarischen Immunität des Innenministers mit Verfügung vom 26. Oktober 2011 ab.

### Piratiger Aschermittwoch
Der „Piratige Aschermittwoch“ ist eine seit 2010 in Ingolstadt ausgetragene jährliche Veranstaltung im Sinne des politischen Aschermittwochs. In den ersten beiden Jahren in einer Vereinsgaststätte mit je etwa 150 Besuchern, auf Grund von gestiegenem Interesse 2012 zum ersten Mal im erheblich größeren Festsaal des Ingolstädter Stadttheaters.

### Volksbegehren gegen Studiengebühren in Bayern
Im August 2011 startete der Landesverband eine Initiative für ein landesweites Volksbegehren zur Abschaffung der Studiengebühren. Nachdem im November 2012 das Volksbegehren „Nein zu Studiengebühren in Bayern“ der Freien Wähler Bayern zugelassen wurde, schlossen sich die Piraten 2012 dem Bündnis an. Die Webseite volksbegehren-studiengebuehren.de, die zuvor für die Initiative der Piraten geworben hatte, wurde zur Bündniswebseite umgestaltet.

### Öffentliche Haushalte
Die Piratenpartei Bayern begann 2014, die Daten öffentlicher Haushalte einzelner Kommunen und den bayerischen Landeshaushalt mit eigenentwickelten Programmen grafisch und interaktiv aufzubereiten. Die Umsetzung erfolgte mittels der Plattform OpenSpending.

### Landesvorsitzende
| Zeitraum                      | Name                  | Anmerkungen                                                              |
| ----------------------------- | --------------------- | ------------------------------------------------------------------------ |
| Januar 2007 – August 2008     | Daniel Albert         |                                                                          |
| August 2008 – Juli 2009       | Andreas Popp          | zurückgetreten vom Amt anlässlich der Kandidatur bei der Europawahl 2009 |
| Juli 2009 – August 2009       | Klaus Mueller         | kommissarisch                                                            |
| August 2009 – September 2010  | Klaus Mueller         |                                                                          |
| September 2010 – Oktober 2013 | Stefan Körner         | am 7. September 2011 und am 16. September 2012 im Amt bestätigt          |
| Oktober 2013 – November 2016  | Nicole Britz          | am 13. September 2014 und am 12. September 2015 im Amt bestätigt         |
| November 2016 – November 2017 | Dietmar Hölscher      |                                                                          |
| November 2017 – Juni 2022     | Martin Kollien-Glaser |                                                                          |
| Juni 2022 – Juli 2023         | Alexander Kohler      | zurückgetreten vom Amt im Juli 2023                                      |
| Oktober 2023 – Januar 2024    | Lars Gossard          | zurückgetreten vom Amt im Januar 2024                                    |
| Oktober 2024                  | Steve Lang            |                                                                          |

Die ehemaligen Landesvorsitzenden Nicole Britz und Dietmar Hölscher verließen die Piratenpartei und traten der 2017 gegründeten Kleinpartei mut als Mitglied bei.

## Jugendorganisation
Seit 1. Februar 2014 gibt es einen Landesverband der Jugendorganisation Junge Piraten.